# 世界马克思主义大会
世界马克思主义大会是中国大陆举办的一个学术会议。据主办方北京大学宣布，该会议每2年左右会举办一次。

## 历史
根据北京大学网站，该会议“是经中国教育部批准，在中共中央宣传部、北京市市委市政府的指导与支持下，由北京大学主办、北京大学马克思主义学院、北京大学习近平新时代中国特色社会主义思想研究院承办的国际性学术会议”。
首届会议于2015年10月10日-11日在北京召开，有400余位中外学者与会。会议前《光明日报》载文指此次会议“是苏联解体、东欧剧变、世界社会主义运动陷入低潮之后，第一次在以马克思主义为指导思想并在实践中取得巨大成功的社会主义国家举办以马克思主义为主题的国际会议”；会议后《光明日报》、《环球时报》等媒体则引用美国哈佛大学教授马若德的话称“习近平主席提出的中国梦，是中国马克思主义者对马克思主义作出的创造性发展，将对人类发展产生重要贡献和积极影响”。但马若德称《环球时报》捏造了其在会议期间的发言内容。此后，环球时报的英文网站（英語：Global Times）就此发布了道歉信，称消息来源是第三方中文媒体；但是环球时报在其中文网站并未撤回此前的报道，或进行任何说明、道歉。
第二届会议于2018年5月5日-6日在北京召开，是年恰逢马克思诞辰200周年，会议的主题为“马克思主义与人类命运共同体”。第三届世界马克思主义大会2021年7月17日至18日举行。有近300位中外马克思主义研究者在线上线下参加。
2018年11月28日，英国《金融时报》报道，为了反对中国大陆打压组织亲劳工团体的学生（佳士事件），诺姆·乔姆斯基、约翰·罗默等30多名左派学者共同呼吁抵制中国举办的世界马克思主义大会。乔姆斯基发表声明称世界各地的左派学者都应该加入抵制此类大会和活动的行列；而罗默则发表声明称，相关行为暴露出中国政治领导层是假马克思主义者。